# Výlet do Scarborough
Výlet do Scarborough, česky jako Jak ty mně, tak já tobě (1777, A Trip to Scarborough) je komedie mravů o pěti jednáních anglického dramatika irského původu Richarda Brinsleyho Sheridana, ve které autor pranýřuje tzv. „urozenou“ společnost. Jde o v sentimentálním duchu přepracovanou hru Johna Vanbrugha The Relapse (1696, Recidiva), ze které Sheridan odstranil většinu košilatých scén vyznačujících se obhroublou neslušností.

## Seznam hlavních postav
V seznamu jsou uvedena nejprve originální anglická jména postav hry a k nim jsou přiřazeny jejich české ekvivalenty.
- Lord Foppington – hrabě Founiston,
- Young Fashion – Tom, mladší bratr hraběte Founistona,
- Lory – Papoušek, Tomův sluha,
- Colonel Townley – plukovník Kavalír, Tomův přítel,
- Loveless – Nezdoba, Tomův známý,
- Amanda, Nezdobova žena,
- Sir Tunbelly Clumsey – zeman Bečka z Teletína,
- Miss Hoyden – Majolena, dcera Bečky z Teletína,
- Mrs Coupler – Handlířka, dohazovačka,
- Nurse – Majolenina chůva.

## Obsah hry
Tom, který je úplně bez peněz, přijíždí do Scarborough, protože doufá, že nějaké získá od svého staršího bratra, hraběte Founistona. Doprovází jej jeho sluha Papoušek, který všem sděluje, že svého pána nikdy neopustí, dokud mu nevyplatí mzdu. Ve městě Tom potká svého přítele, plukovníka Kavalíra, který ho informuje o tom, že se hrabě Founiston hodlá oženit s bohatou mladou dámou Majolenou, dcerou zemana Bečky z Teletína, a taky, že se se svou nevěstou ani s jejím otcem ještě neviděl, protože vše zatím organizuje dohazovačka Handlířka.
Tom prosí svého bratra o finanční pomoc. Hrabě Founiston je však hloupý, domýšlivý a bezcharakterní hejsek, který svádí i ženy svých přátel, hraje karty a utrácí spoustu peněz za luxusní obleky, ale bratrovi pomoc odmítne. Tom se rozhodne, že bratra lstí potrestá. Za pomoci plukovníka Kavalíra a svého známého Nezdoby, kterému Founiston sváděl ženu Amandu, navštíví zemana Bečku z Teletína a vydává se za svého bratra. Podplatí Majoleninu chůvu, aby mu zařídila okamžitý sňatek s Majolenou, protože se blíží skutečný hrabě se svými přáteli, a svatba se skutečně uskuteční.
Když přijede pravý Founiston, dá ho zeman jako podvodníka svázat. Za pomoci svých známých dokáže ještě Tom chvíli předstírat, že hrabětem je on, ale když přijedou Founistonovi přátelé, přizná se. Zeman Bečka zuří, že byl podveden, když však pozná domýšlivost a drzost Founistonovu, smíří se s Tomem, požehná jeho sňatku s Majolenou a Founistona vyhodí.

## Česká vydání
- Jak ty mně, tak já tobě (výlet do Scarborough), Praha: ČLDJ 1956, přeložil Aloys Skoumal.
- Jak ty mně, tak já tobě, Praha: Městská knihovna v Praze 2018, přeložil Aloys Skoumal, elektronická kniha.